# Таралі
Таралі  (італ. tarallo або tarallino) — тороїдальні італійські закуски, поширені на всій південній частині італійського півострова. Крекер схожий за текстурою на паличку, крендель, або сушку, таралі можуть бути солодкими або солоні. Солодкі бублики вкривають цукровою патокою. Солоні таралі можуть приправляти цибулею, часником, кунжутовим насінням, маковим насінням, фенхелем, перцем, гострим перцем чи просто сіллю. Солодкий і солоні таралі часто вмочують у вино.
Таралі зазвичай скручують кільцями або овалами приблизно 10–12,5 см в обхваті. Менші таралі, називають тараліні, вони  в обхваті мають від 3,8 до 7,8 см, продаються в крамницях. Схожі на бейґли, їх не довго кип'ятять перед випіканням, і це надає їм цікавої фактури. Запечені таралі можуть зберігатися в герметичному контейнері протягом декількох місяців.
Можна готувати різновид солодких таралей просмажуючи солодкі кільця і подавати з солодким десертним вином. Смажені таралі не довго зберігаються і їх треба швидко спожити.
Складники одного виду таралей, які серійно випускаються: пшеничне борошно, дріжджі, вода, оливкова олія, насіння кропу, чорний перець, сіль, анісовий підсолоджувач.